# Redange (Luxemburg)

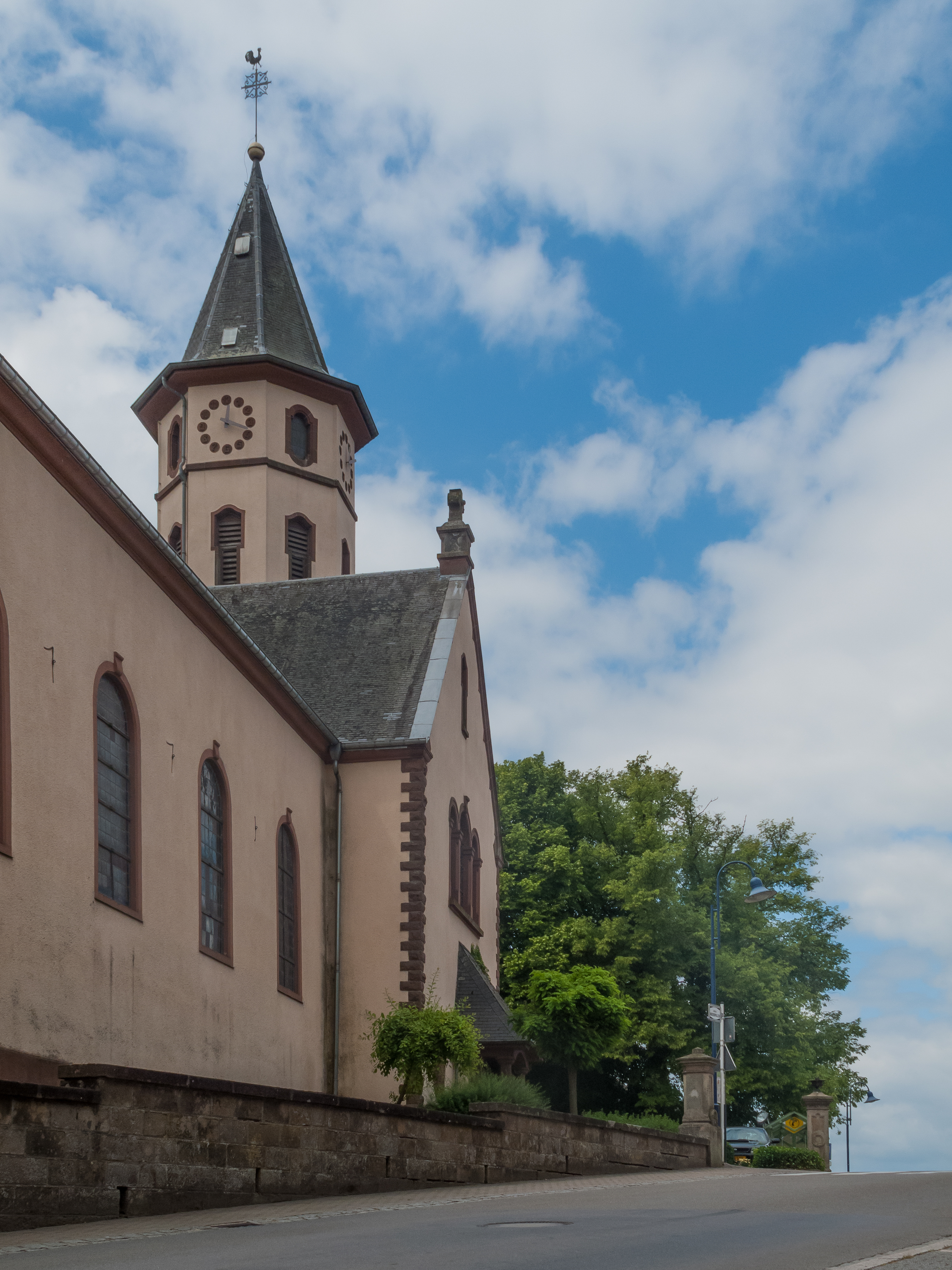
Redange, kerk: l'église Saint-Victor

Redange (Luxemburgs: Réiden, Duits: Redingen) of soms Redange-sur-Attert, is een dorp en gemeente in het Luxemburgse Kanton Redange.
De gemeente heeft een totale oppervlakte van 31,95 km² en telde 2339 inwoners op 1 januari 2007.
De Attert stroomt door de gemeente.

## Kernen
- Eltz (Elz)
- Lannen
- Nagem (Nojem)
- Niederpallen (Nidderpallen)
- Ospern (Osper)
- Redange (Réiden, Redingen)
- Reichlange (Räichel, Reichlingen)

## Evolutie van het inwoneraantal
| Jaar                              | 2001 | 2002 | 2003 | 2004 | 2005 |
| --------------------------------- | ---- | ---- | ---- | ---- | ---- |
| Inwoneraantal                     | 2177 | 2189 | 2207 | 2244 | 2308 |
| Opmerking: tellingen op 1 januari |      |      |      |      |      |

## Geboren in Redange
- Albert Dondelinger (1934-1993), jurist en bankier, voorzitter van de Cercle Artistique de Luxembourg
- Jean-Claude Juncker (1954), politicus, premier van groothertogdom Luxemburg (1995-2013) en voorzitter van de Europese Commissie (2014-2019)

## Aangrenzende gemeenten
| Aangrenzende gemeenten | Aangrenzende gemeenten | Aangrenzende gemeenten | Aangrenzende gemeenten | Aangrenzende gemeenten |
| ---------------------- | ---------------------- | ---------------------- | ---------------------- | ---------------------- |
| Rambrouch              |                        |                        |                        | Préizerdaul            |
|                        |                        |                        |                        |                        |
| Ell                    | Useldange              |                        |                        |                        |
|                        |                        |                        |                        |                        |
|                        |                        | Beckerich              |                        |                        |